# Jacob de Gheyn (I)

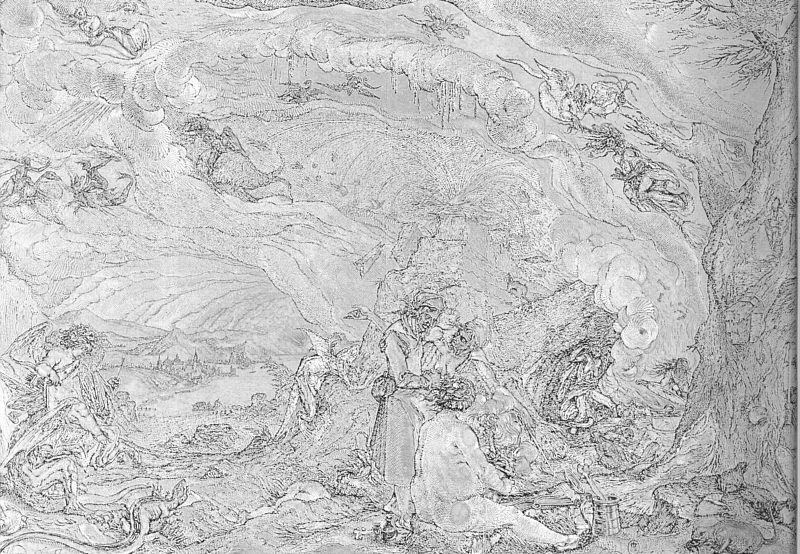
De heksenkeuken (16e eeuw)

Jacob de Gheyn (I) (ca. 1532- Antwerpen, 1582) is een Nederlandse kunstschilder die gespecialiseerd was in miniatuurschilderijen. Er is weinig over deze schilder bekend, maar hij is de vader van Jacob de Gheyn (II) (1565-1629) en de grootvader van Jacob de Gheyn (III). Zijn naam wordt ook wel geschreven als Jacob de Gain, of Jacques de Geyn.
De Gheyn werd geboren aan boord van een schip op de Zuiderzee tussen Harlingen en Amsterdam. Het is bekend dat De Gheyn glasschilder was, graveur en tekenaar. Hij heeft gebrandschilderde ramen ontworpen in Antwerpen en Amsterdam, maar deze zijn verloren gegaan, evenals de miniaturen die hij heeft gemaakt. Enkele allegorische etsen en tekeningen zijn bekend, maar deze worden ook wel toegeschreven aan zijn zoon.